# Hebius modestus
Hebius modestus (вуж Гюнтера) — вид змій родини полозових (Colubridae). Мешкає в Азії.

## Поширення і екологія
Вужі Гюнтера мешкають в горах Північно-Східної Індії, північної М'янми та китайської провінції Юньнань. Вони живуть в гірських субтропічних лісах, поблизу струмків, на висоті від 700 до 1700 м над рівнем моря.